# Abou Sayyaf (bourreau)
Ne doit pas être confondu avec l'organisation terroriste islamiste philippine Abou Sayyaf.
Abou Sayyaf (arabe : أبو سياف, Abū Sayyāf), mort le 29 janvier 2017 à Mossoul (Irak),, est un bourreau irakien. 
Actif au cours des années 2010 dans la province de Ninive, il est crédité de plusieurs centaines d'exécutions par décapitation pour le compte de l'organisation terroriste Daech,,, ce qui en fait l'un des bourreaux les plus prolifiques à l'époque contemporaine.

## Surnom
Sa véritable identité n'ayant jamais été communiquée, il est uniquement connu par son surnom (kounya) d'Abou Sayyaf qui signifie en arabe : « père du sabreur », « père du maître d'armes » ou encore « père du forgeron d'épées »,. Un surnom qui, en plus d'être raccord avec ses activités de bourreau, est également celui d'un groupe affilié à Daech, actif aux Philippines, (selon Al-Arabiya, cette dernière coïncidence serait néanmoins hasardeuse). 

## Activités de bourreau
Apparaissant dans de nombreuses vidéos de décapitation de Daech, Abou Sayyaf se distingue des autres bourreaux de l'organisation terroriste par son apparence, notamment ses « mains énormes », ses « bras lourds »,,, son « corps gigantesque »,,,, son « physique musclé » et ses « vêtements d'un noir total qui le couvraient de la tête aux pieds ». En raison de cette dernière, il est parfois qualifié de « montagne humaine ».  
« Reflet de la brutalité de ce groupe terroriste » selon les mots du journaliste d'ARA News (en) Muhammad Yawar, Abou Sayyaf procède à la « collecte », des têtes qu'il a coupé avant de les jeter dans une fosse commune de la zone d'al-Khasafa,, au sud-ouest de Mossoul, qui abrite le plus grand charnier de Daech.

## Mort
Abou Sayyaf meurt lors de la bataille de Mossoul, pas au combat mais dans une embuscade à Al-Dawasa (un ancien quartier chrétien de la ville), au cours de laquelle lui et un autre membre de Daech, sont abattus de plusieurs balles, ou coups de couteau,,. L'assassinat n'ayant jamais été revendiqué et la hisba (nom donnée à la "police" de Daech) n'ayant pas réussi à mettre la main sur les assaillants (qui se sont enfuis aussitôt), l'identité des meurtriers d'Abou Sayyaf reste inconnue à ce jour,. Sa mort intervient quelques jours seulement après celle d'un autre bourreau mossouliote de Daech : le Saoudien Abou Abderrahmane, responsable de l'exécution des femmes dans la région.